# 大谷競輪選手養成所
大谷競輪選手養成所（おおたに けいりんせんしゅ ようせいじょ）とは、福島県いわき市四倉町上仁井田に所在する、競輪選手を養成する日本競輪選手養成所（旧日本競輪学校。2019年5月より現名称）入所試験合格を目標に置く養成塾のひとつである。

## 概要
1964年に当所会長である大谷博行が15歳にしてボディビルジムである『ボディビル愛好会』として創設したことをきっかけに、後にベンチプレス60kg級元世界チャンピオンである富永義信から命名を受けた大谷トレーニングセンターが端緒となり、2002年6月から競輪選手を目指す専門のコースとして発足させた。
とりわけ、日本競輪選手養成所入所試験における、自転車競技未経験者を対象とした『適性試験』における合格者が目立ち、生徒は地元の福島県に限らず、全国から集まっている。
なお、現在は新型コロナウイルスの関係で門下生の募集は行っていない。

## 主な出身者
いずれも日本競輪選手養成所（旧日本競輪学校）を卒業後、競輪選手となっている。
- 飯野祐太（日本競輪選手養成所第90期生）
- 鈴木謙太郎（同第90期生）
- 上田栄蔵（同第95期生）
- 猪俣康一（同第99期生）
- 野口のぞみ（同第110期生）